# Quarterback titolari dei Pittsburgh Steelers
Questi quarterback sono partiti come titolari per i Pittsburgh Steelers della National Football League. Sono inseriti in ordine di data a partire dalla prima partenza come titolari negli Steelers.

## Quarterback titolari

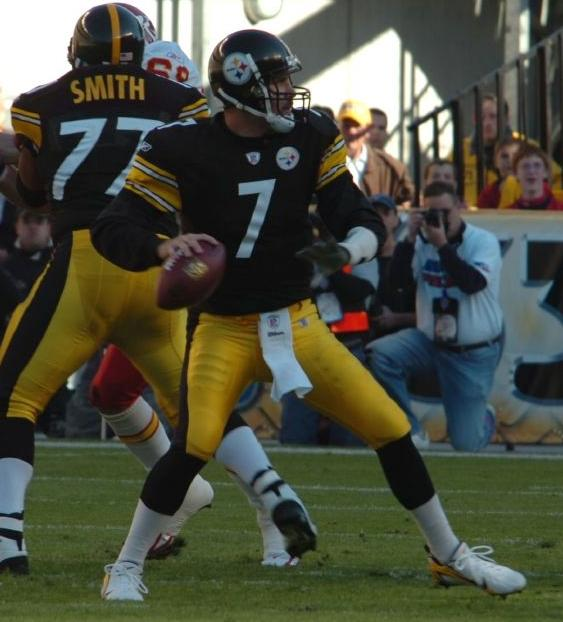
Ben Roethlisberger, 2004-presente

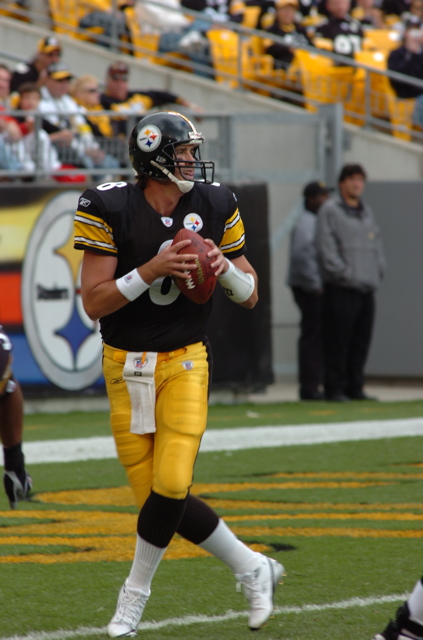
Tommy Maddox, 2002-2004

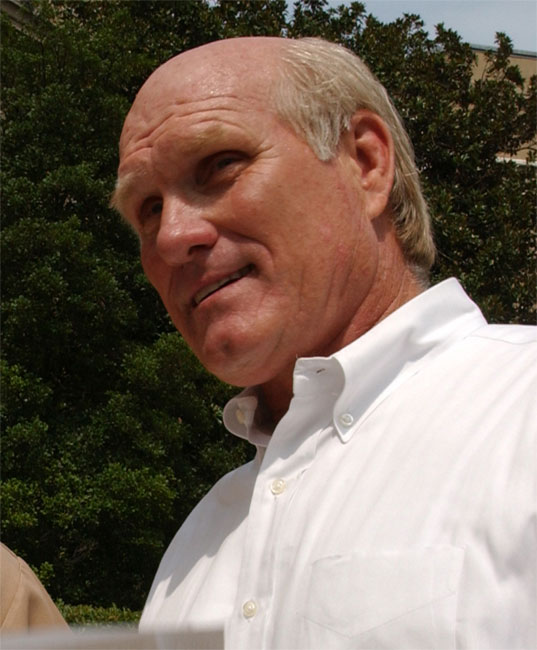
Terry Bradshaw, 1970-1983

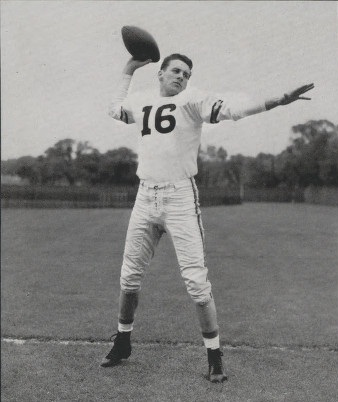
Len Dawson, 1957

Lista di tutti i quarterback titolari dei Pittsburgh Steelers. Il numero tra parentesi indica il numero di gare da titolare giocate nella stagione:
| Quarterback titolari dei Pittsburgh Steelers |                                                                  |                        |        |
| Stagione                                     | Stagione regolare                                                | Playoff                | Note   |
| 2018                                         | Ben Roethlisberger (16)                                          |                        | [ 1 ]  |
| 2017                                         | Ben Roethlisberger (15) / Landry Jones (1)                       |                        | [ 2 ]  |
| 2016                                         | Ben Roethlisberger (14) / Landry Jones (2)                       | Ben Roethlisberger (3) | [ 3 ]  |
| 2015                                         | Ben Roethlisberger (4) / Michael Vick (3) / Landry Jones (2)     | Ben Roethlisberger (2) | [ 4 ]  |
| 2014                                         | Ben Roethlisberger (16)                                          | Ben Roethlisberger (1) | [ 5 ]  |
| 2013                                         | Ben Roethlisberger (16)                                          |                        | [ 6 ]  |
| 2012                                         | Ben Roethlisberger (13) / Charlie Batch (2) / Byron Leftwich (1) |                        | [ 7 ]  |
| 2011                                         | Ben Roethlisberger (15) / Charlie Batch (1)                      | Ben Roethlisberger (1) | [ 8 ]  |
| 2010                                         | Ben Roethlisberger (12) / Charlie Batch (2) / Dennis Dixon (2)   | Ben Roethlisberger (3) | [ 9 ]  |
| 2009                                         | Ben Roethlisberger (15) / Dennis Dixon (1)                       |                        | [ 10 ] |
| 2008                                         | Ben Roethlisberger (16)                                          | Ben Roethlisberger (3) | [ 11 ] |
| 2007                                         | Ben Roethlisberger (15) / Charlie Batch (1)                      | Ben Roethlisberger (1) | [ 12 ] |
| 2006                                         | Ben Roethlisberger (15) / Charlie Batch (1)                      |                        | [ 13 ] |
| 2005                                         | Ben Roethlisberger (12) / Tommy Maddox (2) / Charlie Batch (2)   | Ben Roethlisberger (4) | [ 14 ] |
| 2004                                         | Ben Roethlisberger (13) / Tommy Maddox (3)                       | Ben Roethlisberger (2) | [ 15 ] |
| 2003                                         | Tommy Maddox (16)                                                |                        | [ 16 ] |
| 2002                                         | Tommy Maddox (11) / Kordell Stewart (5)                          | Tommy Maddox (2)       | [ 17 ] |
| 2001                                         | Kordell Stewart (16)                                             | Kordell Stewart (2)    | [ 18 ] |
| 2000                                         | Kordell Stewart (11) / Kent Graham (5)                           |                        | [ 19 ] |
| 1999                                         | Kordell Stewart (12) / Mike Tomczak (4)                          |                        | [ 20 ] |
| 1998                                         | Kordell Stewart (16)                                             |                        | [ 21 ] |
| 1997                                         | Kordell Stewart (16)                                             | Kordell Stewart (2)    | [ 22 ] |
| 1996                                         | Mike Tomczak (15) / Jim Miller (1)                               | Mike Tomczak (2)       | [ 23 ] |
| 1995                                         | Neil O'Donnell (12) / Mike Tomczak (4)                           | Neil O'Donnell (3)     | [ 24 ] |
| 1994                                         | Neil O'Donnell (14) / Mike Tomczak (2)                           | Neil O'Donnell (2)     | [ 25 ] |
| 1993                                         | Neil O'Donnell (15) / Mike Tomczak (1)                           | Neil O'Donnell (1)     | [ 26 ] |
| 1992                                         | Neil O'Donnell (12) / Bubby Brister (4)                          | Neil O'Donnell (1)     | [ 27 ] |
| 1991                                         | Neil O'Donnell (8) / Bubby Brister (8)                           |                        | [ 28 ] |
| 1990                                         | Bubby Brister (16)                                               |                        | [ 29 ] |
| 1989                                         | Bubby Brister (14) / Todd Blackledge (2)                         | Bubby Brister (2)      | [ 30 ] |
| 1988                                         | Bubby Brister (13) / Todd Blackledge (3)                         |                        | [ 31 ] |
| 1987                                         | Mark Malone (12) / Steve Bono (3)                                |                        | [ 32 ] |
| 1986                                         | Mark Malone (14) / Bubby Brister (2)                             |                        | [ 33 ] |
| 1985                                         | Mark Malone (8) / David Woodley (6) / Scott Campbell (2)         |                        | [ 34 ] |
| 1984                                         | Mark Malone (9) / David Woodley (7)                              |                        | [ 35 ] |
| 1983                                         | Cliff Stoudt (15) / Terry Bradshaw (1)                           | Cliff Stoudt (1)       | [ 36 ] |
| 1982                                         | Terry Bradshaw (9)                                               | Terry Bradshaw (1)     | [ 37 ] |
| 1981                                         | Terry Bradshaw (14) / Mark Malone (2)                            |                        | [ 38 ] |
| 1980                                         | Terry Bradshaw (15) / Cliff Stoudt (1)                           |                        | [ 39 ] |
| 1979                                         | Terry Bradshaw (16)                                              | Terry Bradshaw (3)     | [ 40 ] |
| 1978                                         | Terry Bradshaw (16)                                              | Terry Bradshaw (3)     | [ 41 ] |
| 1977                                         | Terry Bradshaw (14)                                              | Terry Bradshaw (1)     | [ 42 ] |
| 1976                                         | Terry Bradshaw (8) / Mike Kruczek (6)                            | Terry Bradshaw (2)     | [ 43 ] |
| 1975                                         | Terry Bradshaw (14)                                              | Terry Bradshaw (3)     | [ 44 ] |
| 1974                                         | Terry Bradshaw (7) / Joe Gilliam (6) / Terry Hanratty (1)        | Terry Bradshaw (4)     | [ 45 ] |
| \|1973                                       | Terry Bradshaw (9) / Terry Hanratty (4) / Joe Gilliam (1)        | Terry Bradshaw (1)     | [ 46 ] |
| 1972                                         | Terry Bradshaw (14)                                              | Terry Bradshaw (2)     | [ 47 ] |
| 1971                                         | Terry Bradshaw (13) / Terry Hanratty (1)                         |                        | [ 48 ] |
| 1970                                         | Terry Bradshaw (8) / Terry Hanratty (6)                          |                        | [ 49 ] |
| 1969                                         | Dick Shiner (9) / Terry Hanratty (5)                             |                        | [ 50 ] |
| 1968                                         | Dick Shiner (11) / Kent Nix (3)                                  |                        | [ 51 ] |
| 1967                                         | Kent Nix (9) / Bill Nelsen (5)                                   |                        | [ 52 ] |
| 1966                                         | Ron C. Smith (7) / Bill Nelsen (5) / George Izo (2)              |                        | [ 53 ] |
| 1965                                         | Bill Nelsen (12) / Tommy Wade (2)                                |                        | [ 54 ] |
| 1964                                         | Ed Brown (13) / Bill Nelsen (3)                                  |                        | [ 55 ] |
| \|1963                                       | Ed Brown (14)                                                    |                        | [ 56 ] |
| 1962                                         | Bobby Layne (11) / Ed Brown (3)                                  |                        | [ 57 ] |
| 1961                                         | Bobby Layne (7) / Rudy Bukich (7)                                |                        | [ 58 ] |
| 1960                                         | Bobby Layne (11) / Rudy Bukich (1)                               |                        | [ 59 ] |
| 1959                                         | Bobby Layne (12)                                                 |                        | [ 60 ] |
| 1958                                         | Bobby Layne (10) / Earl Morrall (2)                              |                        | [ 61 ] |
| 1957                                         | Earl Morrall (11) / Len Dawson (1)                               |                        | [ 62 ] |
| 1956                                         | Ted Marchibroda (11) / Jack Scarbath (1)                         |                        | [ 63 ] |
| 1955                                         | Jim Finks (12)                                                   |                        | [ 64 ] |
| 1954                                         | Jim Finks (12)                                                   |                        | [ 65 ] |
| 1953                                         | Jim Finks (9) / Bill Mackrides (3)                               |                        | [ 66 ] |
| 1952                                         | Jim Finks (12)                                                   |                        | [ 67 ] |
| 1951                                         | Joe Geri / Chuck Ortmann                                         |                        | [ 68 ] |
| 1950                                         | Joe Geri                                                         |                        | [ 69 ] |
| 1949                                         | Joe Geri / Jim Finks                                             |                        | [ 70 ] |
| 1948                                         | Ray Evans / Johnny Clement                                       |                        | [ 71 ] |
| 1947                                         | Johnny Clement / Charley Seabright                               | Johnny Clement (1)     | [ 72 ] |
| 1946                                         | Bill Dudley / Johnny Clement                                     |                        | [ 73 ] |
| 1945                                         | Buss Warren / Bill Dudley                                        |                        | [ 74 ] |
| 1944                                         | John Grigas / John McCarthy                                      |                        | [ 75 ] |
| 1943                                         | Roy Zimmerman / Allie Sherman                                    |                        | [ 76 ] |
| 1942                                         | Bill Dudley                                                      |                        | [ 77 ] |
| 1941                                         | Boyd Brumbaugh / Coley McDonough                                 |                        | [ 78 ] |
| 1940                                         | Billy Patterson                                                  |                        | [ 79 ] |
| 1939                                         | Hugh McCullough                                                  |                        | [ 80 ] |
| 1938                                         | Max Fiske / Frankie Filchock / Byron White                       |                        | [ 81 ] |
| 1937                                         | Max Fiske / Johnny Gildea                                        |                        | [ 82 ] |
| 1936                                         | Ed Matesic                                                       |                        | [ 83 ] |
| 1935                                         | Johnny Gildea                                                    |                        | [ 84 ] |
| 1934                                         | Warren Heller                                                    |                        | [ 85 ] |
| 1933                                         | Tony Holm                                                        |                        | [ 86 ] |